# 千葉県特別支援学校一覧
千葉県特別支援学校一覧（ちばけんとくべつしえんがっこういちらん）は、千葉県の特別支援学校の一覧。

## 国立特別支援学校
- 筑波大学附属聴覚特別支援学校（市川市）
- 千葉大学教育学部附属特別支援学校（千葉市稲毛区）

## 公立特別支援学校

### 特別支援学校（知的障害、肢体不自由、病弱教育）

#### 千葉市

##### 美浜区
- 千葉市立高等特別支援学校

##### 花見川区
- 千葉県立千葉特別支援学校

##### 若葉区
- 千葉県立桜が丘特別支援学校
- 千葉市立養護学校（中学・高等部のみ）

##### 中央区
- 千葉県立仁戸名特別支援学校

##### 緑区
- 千葉県立袖ケ浦特別支援学校

##### 稲毛区
- 千葉市立第二養護学校（小学部のみ）

#### 船橋市
- 千葉県立船橋特別支援学校
- 千葉県立船橋夏見特別支援学校
  - 県船は小学部、夏見は中学・高等部を設置。
- 船橋市立船橋特別支援学校
- 船橋市立船橋特別支援学校高根台校舎
  - 市船高根台は小学部、市船本校は中学・高等部を設置。

#### 習志野市
- 千葉県立習志野特別支援学校

#### 八千代市
- 千葉県立八千代特別支援学校

#### 市川市
- 千葉県立市川特別支援学校
- 千葉県立特別支援学校市川大野高等学園
- 市川市立須和田の丘支援学校

#### 松戸市
- 千葉県立松戸特別支援学校
- 千葉県立つくし特別支援学校
- 千葉県立矢切特別支援学校

#### 柏市

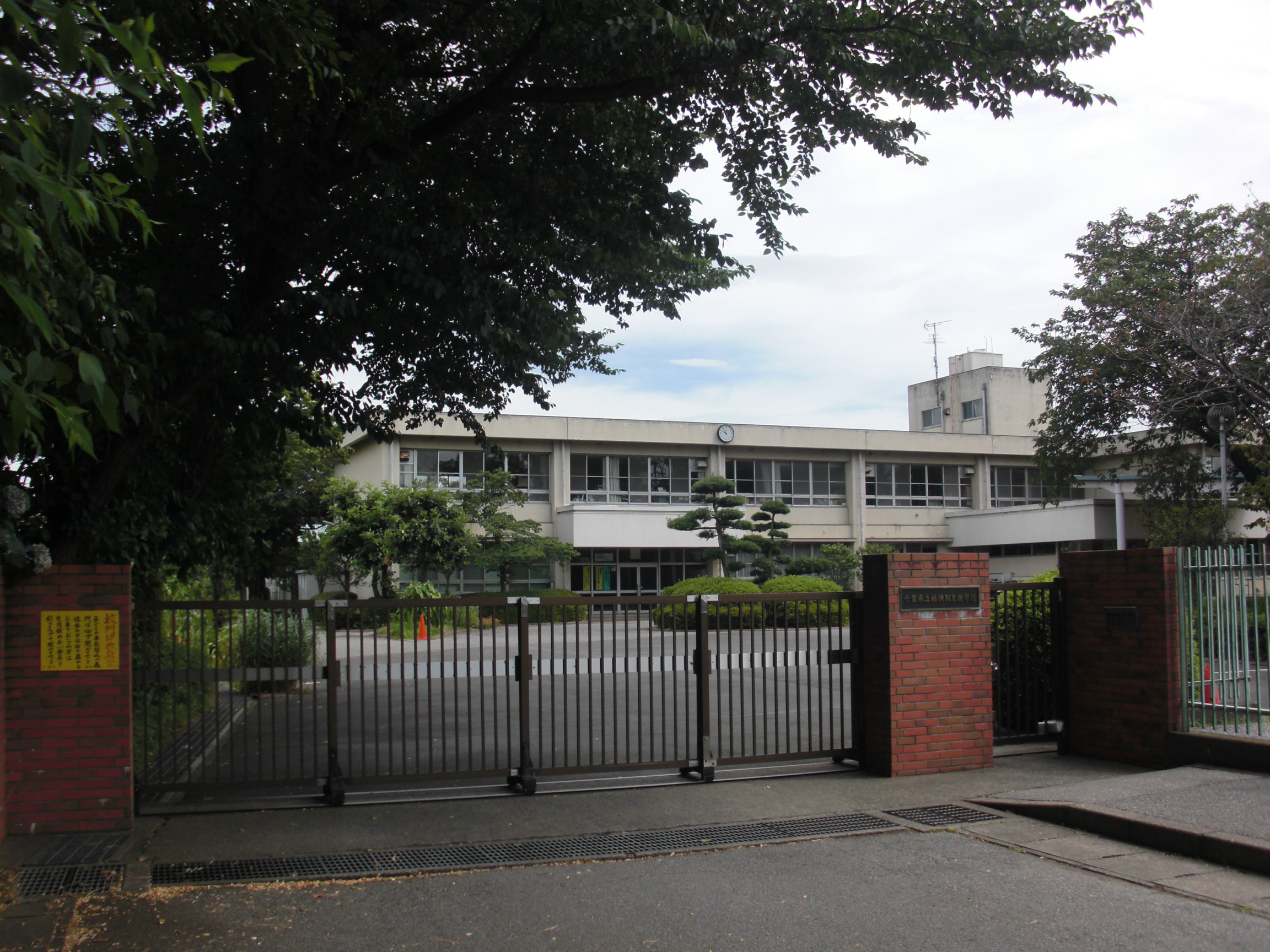
柏特別支援学校

- 千葉県立柏特別支援学校
- 千葉県立我孫子特別支援学校清新分校

#### 流山市
- 千葉県立特別支援学校流山高等学園（野々下）
- 千葉県立東葛の森特別支援学校（名都借）※柏特支（十余二）高等部普通科が分離。

#### 野田市
- 千葉県立野田特別支援学校

#### 我孫子市
- 千葉県立我孫子特別支援学校（小学部と中学部の生徒が在籍）※清新分校は柏市に所在する。
- 千葉県立湖北特別支援学校（高等部の生徒のみ在籍）

#### 四街道市
- 千葉県立四街道特別支援学校

#### 印西市
- 千葉県立印旛特別支援学校※さくら分校は佐倉市。

#### 君津市
- 千葉県立君津特別支援学校

#### 袖ケ浦市
- 千葉県立槇の実特別支援学校

#### 市原市
- 千葉県立市原特別支援学校

#### 富里市
- 千葉県立富里特別支援学校

#### 銚子市
- 千葉県立銚子特別支援学校

#### 匝瑳市
- 千葉県立八日市場特別支援学校
- 千葉県立飯高特別支援学校

#### 東金市
- 千葉県立東金特別支援学校

#### 大網白里市
- 千葉県立大網白里特別支援学校

#### いすみ市
- 千葉県立夷隅特別支援学校

#### 館山市
- 千葉県立安房特別支援学校

#### 鴨川市
- 千葉県立安房特別支援学校鴨川分教室

#### 香取郡

##### 神崎町
- 千葉県立香取特別支援学校

#### 長生郡

##### 一宮町
- 千葉県立長生特別支援学校

#### 印旛郡

##### 栄町
- 千葉県立栄特別支援学校

### 特別支援学校（視覚障害）

#### 四街道市
- 千葉県立千葉盲学校

### 特別支援学校（聴覚障害）

#### 千葉市

##### 緑区
- 千葉県立千葉聾学校

#### 館山市
- 千葉県立安房特別支援学校館山聾分校

## リンク
- 千葉県教育委員会